# 恒隆集団
恒隆集団（こうりゅうしゅうだん、ハンルン・グループ、中国語: 恒隆集團、英語: Hang Lung Group）は、香港に本拠点を置く、主に不動産賃貸事業を経営する投資持株会社である。販売およびリース用の不動産開発、駐車場、ドライクリーニング事業の管理を行っている。子会社は恒隆地産。

## 歴史
1960年9月13日に、陳曾熙とその弟である陳曾燾が設立し、香港の大手不動産開発業者の一つとして成長した。開発から販売まで、一手で引き受ける不動産デベロッパーとして成長した。1972年10月に香港証券取引所に上場した。その後は香港華人系デベロッパー5強の一角として活躍したものの、証券取引所のハンセン株価指数が高値の半分以下となった1981年の株式・不動産市場の大暴落（1981年香港股災）で大打撃を被った。陳曾熙が死去した1980年代後半は相当にその力を衰えていたという。陳曾熙死去後は陳曾燾がこの会社を引き継いだ。1991年1月1日には陳曾熙の長男である陳啓宗が本グループの取締役会に就任したが、既にこの会社は眠れる大財閥と化していたという。香港返還を控え、香港における社会情勢は先行きに不安が残り、本グループの再建について不利な状況とも思われていたものの、歴史は陳啓宗に味方したという。
1992年、上海市にて主導権を握り、上海恒隆広場と港匯広場（現：港匯恒隆広場）という2つの画期的なプロジェクトを構築した。この2つのプロジェクトの成功経験に基づき、独自の開発戦略を実行した。人口密度の高い都市で大規模な区画を購入し、一流の建築家を雇用して、高度な持続可能な開発施設を備えた世界クラスの商業複合プロジェクトを構築した。上海市をはじめ、瀋陽市・済南市・無錫市・天津市・大連市・昆明市・武漢市・杭州市の市場への参入に成功しており、中国本土でのプロジェクトはすべて「恒隆広場」にちなんで名付けられた。
1997年に発生したアジア通貨危機を乗り切り、香港返還を逆手に取り中国本土の不動産開発業者として進出し、香港最大手のデベロッパーのひとつとなった。
2024年4月、陳啓宗が董事長を退任。後任として副董事長を務めていた長男の陳文博が董事長に就任した。